# Crotalaria retusa
Crotalaria retusa är en ärtväxtart som beskrevs av Carl von Linné. Crotalaria retusa ingår i släktet sunnhampor, och familjen ärtväxter.

## Underarter
Arten delas in i följande underarter:
- C. r. retusa
- C. r. tunguensis

## Bildgalleri

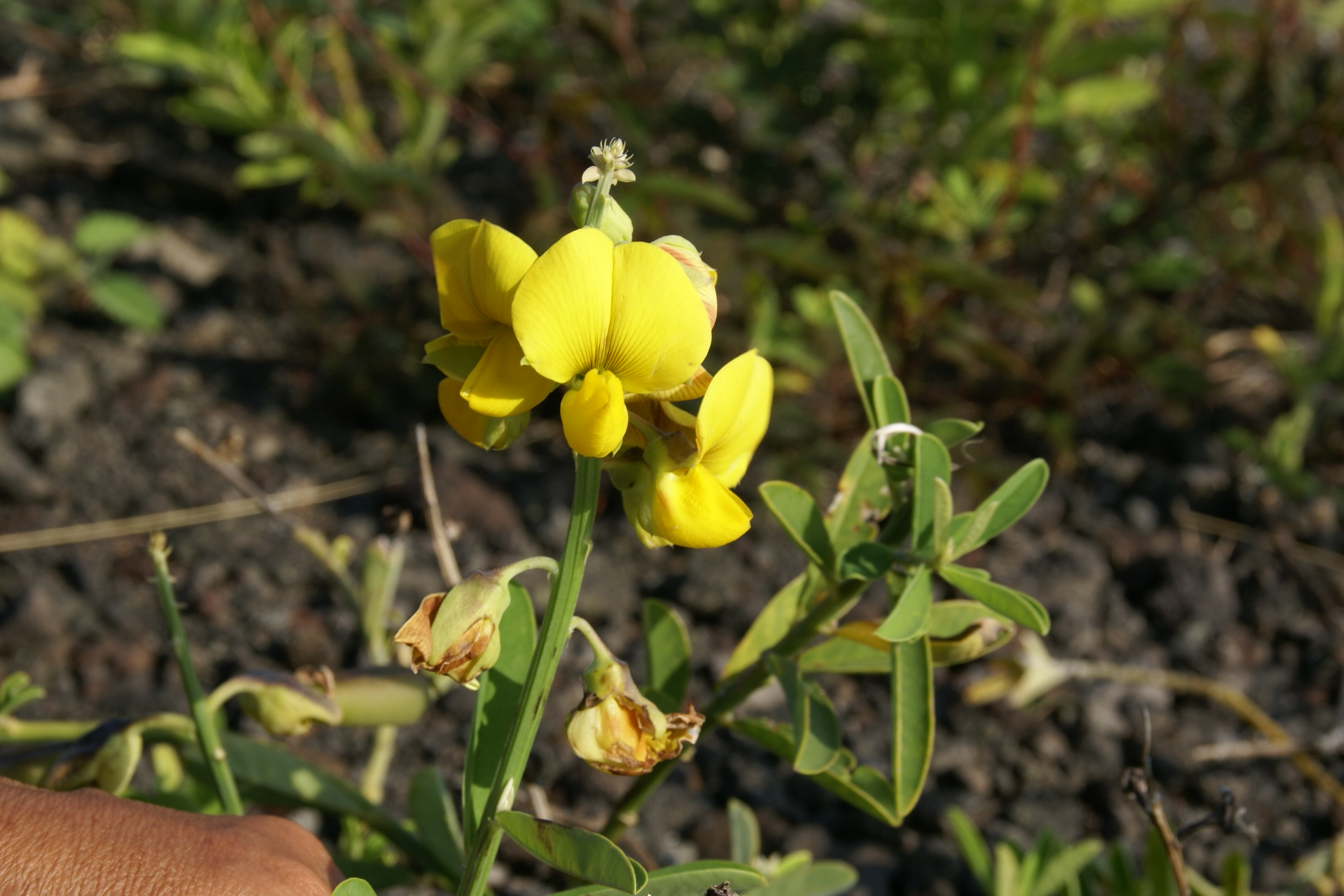
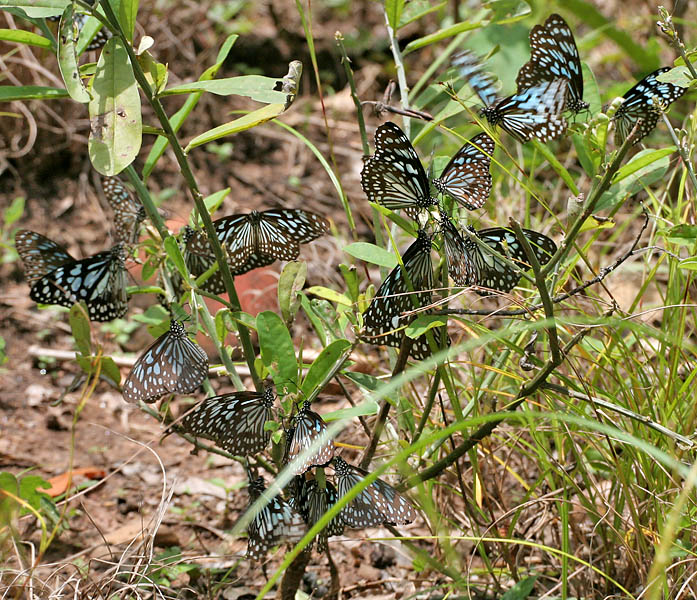
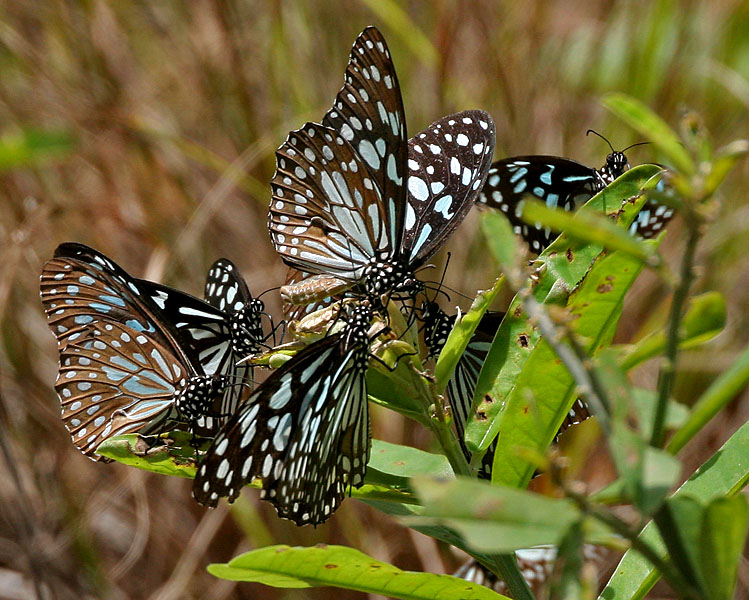
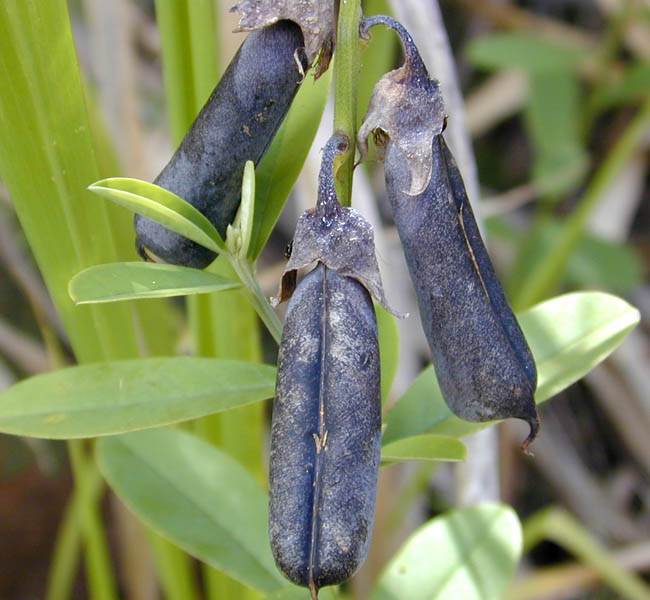
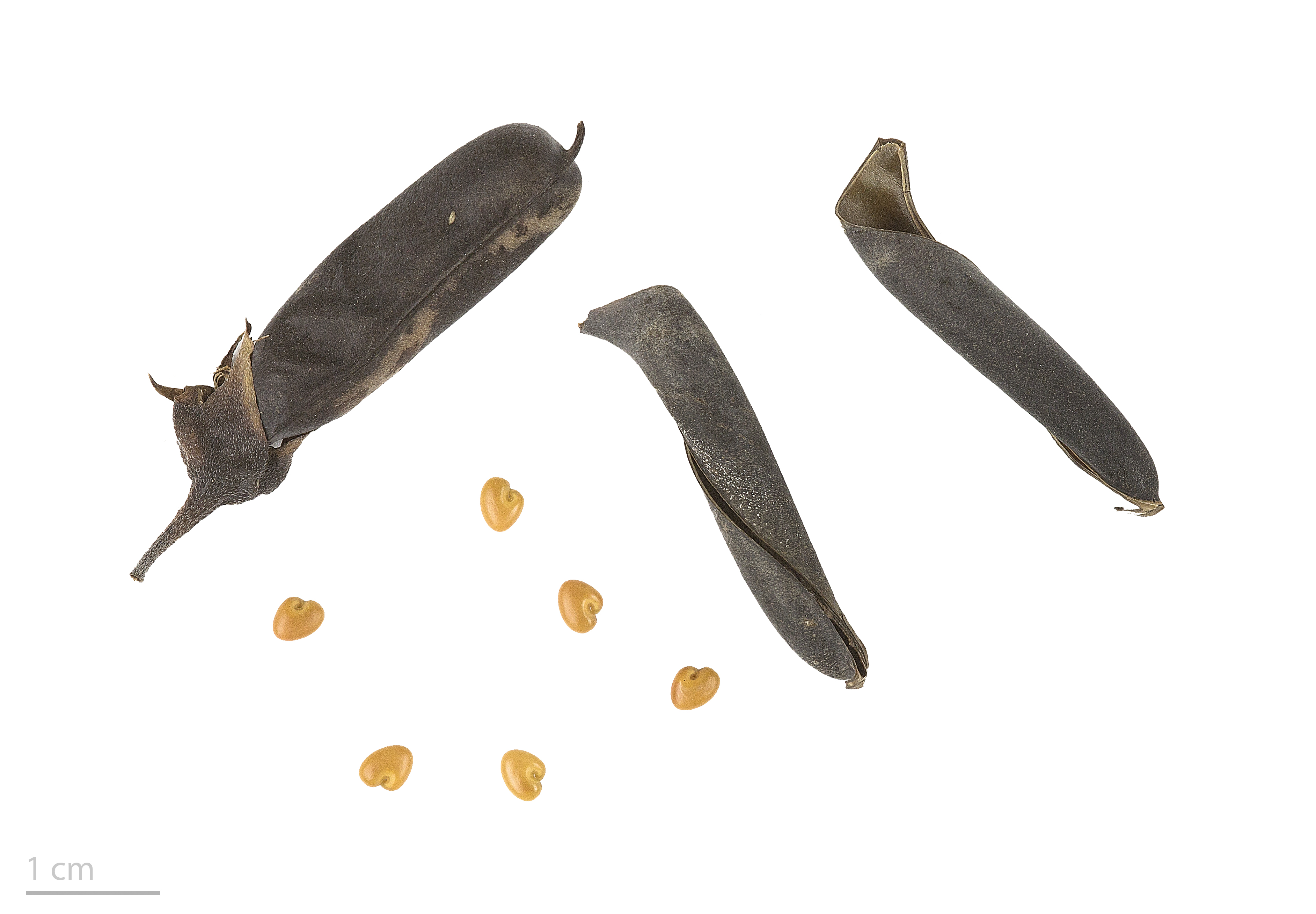
Crotalaria retusa - Museum specimen